# Maškin
Maškin ist eine relativ flache Insel in der Adria südwestlich von Rovinj. Die Insel ist 0,095 km² groß, und ihre Küstenlänge beträgt 1327 Meter.
Maškin ist der südliche Teil der sogenannten „Roten Insel“ (Crveni otok), die durch die künstliche Verbindung der beiden Inseln Maškin und Sveti Andrija entstand.

## Geschichte
Im Jahr 1891 erwarb der österreichische Industrielle Johann Georg von Hütterott die Insel, um sie in seinen geplanten klimatischen Kurort Cap Aureo (Goldenes Kap) einzubinden. Ein dauerhaftes Überbleibsel jener Zeit ist der Waldpark Zlatni rt südwestlich der Stadt Rovinj.
Nach dem Zweiten Weltkrieg wurden alle Rovinjer Inseln und Klippen öffentliches Eigentum.
Am 14. Juli 2002 zerstörte ein heftiger Sturm viele alte Kiefern und andere Bäume auf Maškin und den Nachbarinseln.

## Beschreibung
Das Familienmausoleum der Familie Hütterott wurde an der Stelle einer ehemaligen Festung errichtet.

## Umgebung
Südlich von Maškin befinden sich die Inseln Sturag, Sveti Ivan und die Klippe Sveti Ivan na pučini mit dem gleichnamigen Leuchtturm.